# 保良局何壽南小學

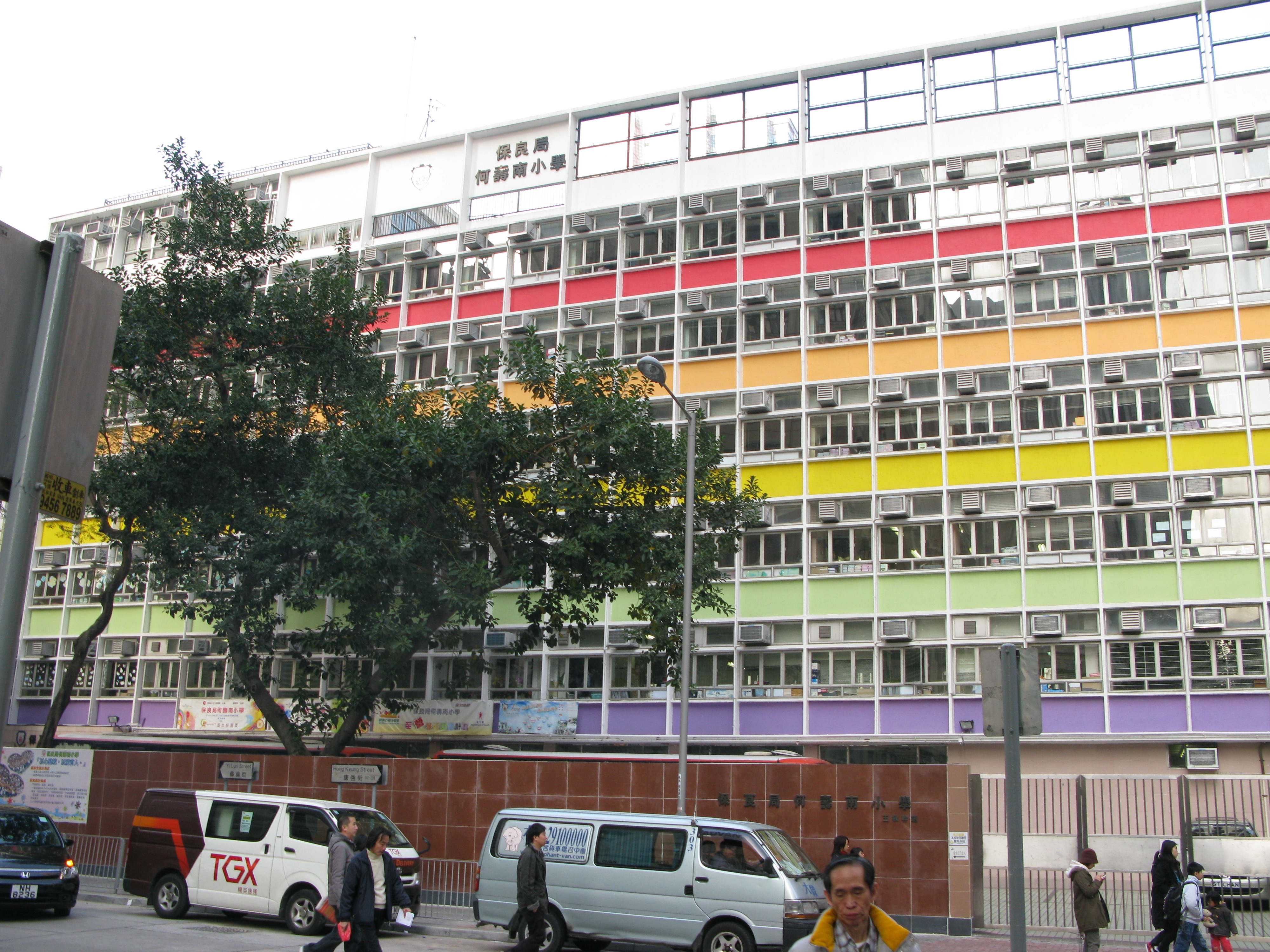
保良局何壽南小學新蒲崗舊校舍

保良局何壽南小學（英語：PLK Stanley Ho Sau Nan Primary School）是香港一所由保良局於1971年開辦的男女子中文小學。每級有5班，每班標準人數是30人，全校共有學生約900人。而在2002年保良局何壽南小學落實全日制。現時校舍位於九龍啟德沐虹街11號，鄰近啟晴邨。

## 校政管理
歷任校長
- 周錫聰 先生（上午校）[1]
- 陸潔華 女士（下午校）[1]（？-1993年，後調至同系蕭漢森小學下午校）
- 呂嘉軒 先生（上午校）（1993年-？）[2]
- 甘艷梅 女士（下午校）[3]
- 陳紫霞 女士

歷任副校長
- 梁嘉麗 女士

## 歷史
保良局何壽南小學的前身為保良局總理聯誼會第四小學（又稱保良第四小學），1971年11月29日開幕，原獲分配位於石籬邨的校舍（即後來的香港漢文師範學院校友會陶秀學校），但因為要與鄰近的保良第一中學聯繫，而獲改為於慈安邨1-3座對出的「火柴盒」校舍內開辦，而該校舍與浸信會培愛小學（1977年以後逐步改作蔡準學校/明愛樂群學校校舍，及後小學更於1982年併入位於沙田的浸信會呂明才小學，並於1999年析出浸信會沙田圍呂明才小學）相連。
由於慈安邨1-3座在1996年起重建，學校需要搬遷。得商人、保良局時任總理何志豪捐助，於1995年遷往新蒲崗康強街30號、啟德官立小學遷入天水圍後空置的校舍，同時為紀念何壽南而易名為保良局何壽南小學。
保良局何壽南小學本來為半日制小學，2002年落實轉為全日制，上午校則遷往慈雲山蒲崗村道學校村，並易名為保良局錦泰小學。
校舍在2001年擴建，提供更多元化活動予學生。還有全日駐校社工為學生輔導。
現時校舍用地曾於2002年分配予彩雲聖若瑟小學作轉全日制之用，當時預計於2007年開課，但最後鄰近的前皇家香港輔助空軍基地公屋項目（今啟晴邨及德朗邨）暫停興建，相關建校計劃亦因而被撤回。

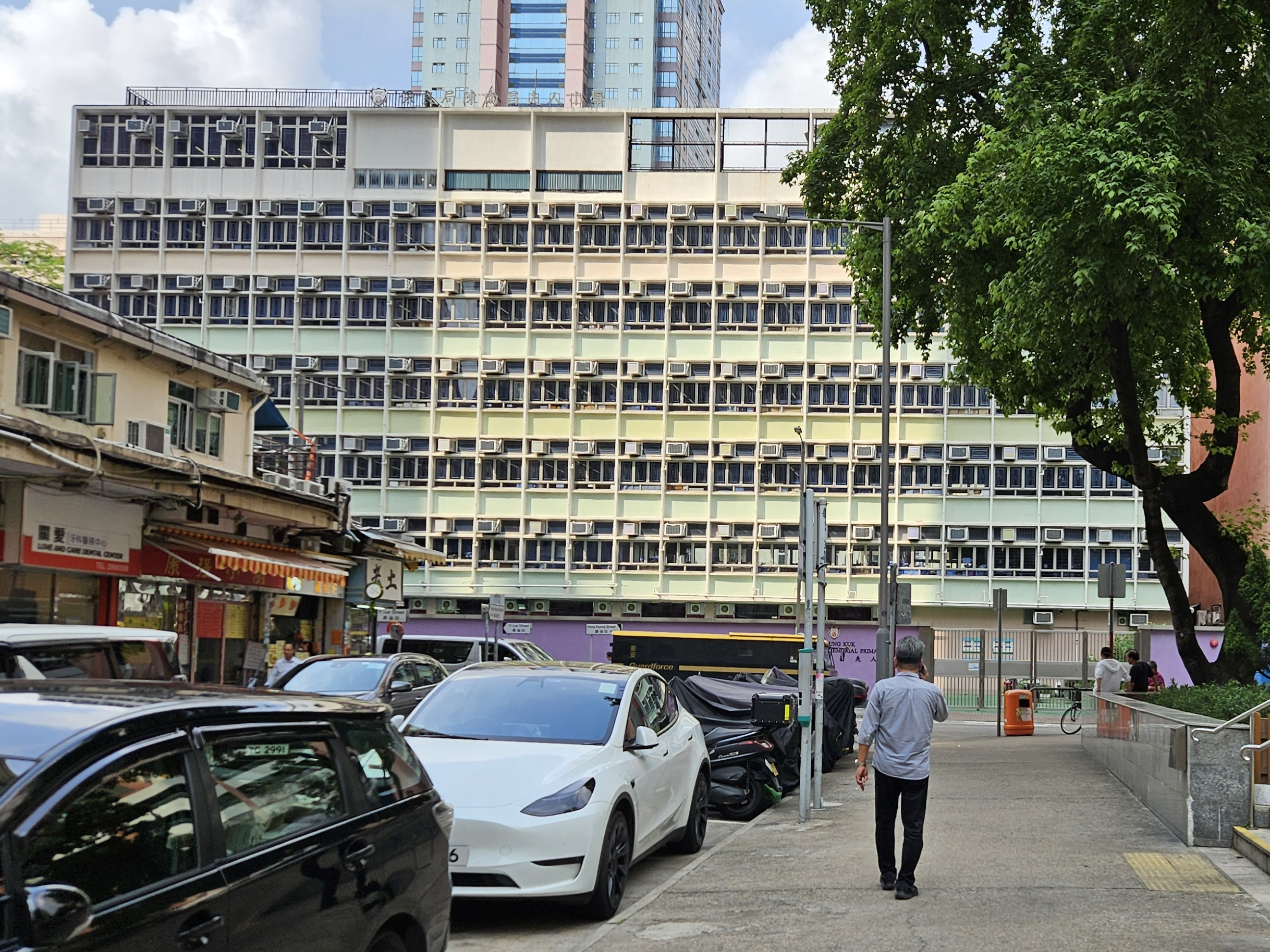
保良局陳南昌夫人小學新蒲崗校舍

教育局2010年6月24日公布，該校獲分配位於啟德的新校舍，已在2016年9月搬遷，現時本校校舍地址為沐虹街11號，鄰近啟晴邨。而舊校舍在兩年後則由同屬保良局的陳南昌夫人小學使用。

## 聯繫學校
保良局何壽南小學的聯繫中學為保良局第一張永慶中學，且由創校之始即已聯繫，每年均有25%中一學額預留予此校，以及另外兩間位於黃大仙區的同系小學學生。
雖然此校自2016年遷入啟德起改隸九龍城區（而非原來的黃大仙區），但上述的聯繫仍然維持至今。

## 建築設計
此學校為一座後千禧校舍，由建築署著名建築師溫灼均設計（其他作品有屏山天水圍文化康樂大樓、車公廟體育館等），曾獲得2015年香港建築師學會年獎（境內優異獎-社區建築）；而承建商則為利基控股。
校舍設計貫徹啟德發展區的可持續發展理念，加入了不少環保與綠化元素，全校綠化面積達100%，分別位於各層平台和屋頂。外牆採用清水混凝土，減少不必要額外飾料；配合木材與金屬屏風和陽光遮擋裝置，減少因過度日照而產生的耗電量。校舍樓高比香港一般學校校舍矮小，只有4層，籃球場設在1樓，被校內建築群包圍。課室、禮堂、圖書館設置在圍繞球場的三座大樓，再利用長廊、庭院和接橋接駁，並沿樓梯層層遞進。校門外設有小型廣場，可供家長等候接送子女上下課。

## 著名／傑出校友
- 蔡耀昌：前沙田區區議員、香港民間監管公共事業聯委會發言人、支聯會副主席、[8](1980年畢業)
- 蕭潤邦：前香港男子歌唱組合 Bliss 成員、正宗上海生煎皇創辦人
- 甘兆麟：香港保齡球運動員[9]
- 陳凱韻（甘比）：華人置業行政總裁兼執行董事（1991年下午校）

## 外部連結
- 保良局何壽南小學（页面存档备份，存于）